# Byker Grove
Byker Grove var en brittisk tv-serie som sändes 1989 till 2006 och skapades av manusförfattaren Adele Rose. Byker Grove lanserade karriärerna till Anthony McPartlin ("PJ") och Declan Donnelly ("Duncan").

## Handling
Byker Grove behandlade kontroversiella ämnen som drogmissbruk, barnmisshandel, hemlöshet, tonårsgraviditet och abort. I november 2004 blev Byker Grove det första brittiska dramat som tog upp ämnet "komma ut" när Noddy Fishwick kysste sin nära vän Gary Hendrix bakom bion. Den här scenen blev en förolämpning för brittisk television tyckte man. Men BBC stod på sig och tyckte att handlingen var bra. De fick även stöd av ungdomar, lärare och föräldrar. 2004 såg man hur karaktären Bradley var plågad över att inte säga vem han var. Till slut efter att ha varit på en misslyckad helg med sin flickvän Sadie kom han ut med att han var gay.
Serien målar upp en bild av att världen är orättvis och det händer dåliga saker för bra människor. Scenen som var mest chockerande var när P.J. blev blind av en paintballolycka men det var bara en av många tragedier i serien. Flora dör av en hjärntumör, Graig faller från ett tak och blir förlamad från midjan och ner, den unga ledaren Geoff Keegan dör i en gasexplosion. Den senaste tragedin var Ben Carter som blev påkörd av en bil som kördes av Craig från Quayside.